# Living in the Material World (canción)
«Living in the Material World» es una canción del músico británico George Harrison, publicada en el álbum de estudio Living in the Material World (1973). En la letra de la canción, Harrison presenta un contraste entre el mundo materialista y sus metas espirituales, contraponiendo ambas temáticas con secciones musicales distintas que van del rock a la música hindú. Además, Harrison incluyó referencias a su pasado como beatle como un símbolo del mundo material y cita a sus antiguos compañeros de grupo, John Lennon, Paul McCartney y Ringo Starr. La sección rock de la canción incluyó a músicos como Jim Horn, Jim Keltner y Gary Wright, mientras que la sección hindú incluyó a Zakir Hussain tocando la tabla y a Harrison tocando el sitar.
Además de proveer el título al álbum, la canción inspiró a Harrison a nombrar su asociación caritativa, The Material World Charitable Foundation, a quien donó los derechos de publicación de la canción. El cineasta Martin Scorsese usó también el título de la canción para titular su documental de 2011 sobre la vida de Harrison.

## Personal
- George Harrison: voz, guitarra eléctrica, guitarra slide, sitar y coros
- Jim Horn: saxofón tenor y flauta.
- Gary Wright: órgano
- Nicky Hopkins: piano
- Klaus Voormann: bajo
- Ringo Starr: batería y pandereta.
- Jim Keltner: batería y maraca
- Zakir Hussain: tabla